# پیرتلویل (آریزونا)
پیرتلویل (به انگلیسی: Pirtleville) یک منطقهٔ مسکونی در ایالات متحده آمریکا است که در شهرستان کوچیز، آریزونا واقع شده‌است. پیرتلویل ۴٫۸۳ کیلومتر مربع مساحت و ۴٬۲۸۲ نفر جمعیت دارد و ۱٬۲۱۰ متر بالاتر از سطح دریا واقع شده‌است.